# آلبانی (مینه‌سوتا)
آلبانی، مینه‌سوتا (به انگلیسی: Albany, Minnesota) یک شهر در ایالات متحده آمریکا است که در مینه‌سوتا واقع شده‌است.

## خصوصیات
آلبانی ۵٫۷۵ کیلومترمربع مساحت و ۲٬۵۶۱ نفر جمعیت دارد و ۳۶۷ متر بالاتر از سطح دریا واقع شده‌است.